# Франкфорт (Мен)
Франкфорт (англ. Frankfort) — місто (англ. town) в США, в окрузі Волдо штату Мен. Населення — 1231 особа (2020).

## Демографія
Згідно з переписом 2010 року, у місті мешкали 1124 особи в 452 домогосподарствах у складі 323 родин. Було 537 помешкань
Расовий склад населення:
| - 98,8 % — білих - 0,4 % — азіатів - 0,3 % — чорних або афроамериканців - 0,1 % — корінних американців |

До двох чи більше рас належало 0,3 %. Частка іспаномовних становила 0,4 % від усіх жителів.
За віковим діапазоном населення розподілялося таким чином: 21,3 % — особи молодші 18 років, 65,4 % — особи у віці 18—64 років, 13,3 % — особи у віці 65 років та старші. Медіана віку мешканця становила 41,6 року. На 100 осіб жіночої статі у місті припадало 99,3 чоловіків;  на 100 жінок у віці від 18 років та старших — 98,0 чоловіків також старших 18 років.
Середній дохід на одне домашнє господарство  становив 51 144 долари США (медіана — 43 438), а середній дохід на одну сім'ю — 58 595 доларів (медіана — 50 536). Медіана доходів становила 38 542 долари для чоловіків та 27 292 долари для жінок. За межею бідності перебувало 13,0 % осіб, у тому числі 15,1 % дітей у віці до 18 років та 11,4 % осіб у віці 65 років та старших.
Цивільне працевлаштоване населення становило 498 осіб. Основні галузі зайнятості: освіта, охорона здоров'я та соціальна допомога — 25,9 %, роздрібна торгівля — 17,1 %, будівництво — 13,5 %.